# キャピタル損害保険
キャピタル損害保険株式会社（キャピタルそんがいほけん、英称：Capital Insurance Corporation）は日本の損害保険会社。三菱HCキャピタルの子会社であるとともに、損害保険ジャパンも出資しており、SOMPOホールディングスグループ（損害保険ジャパンの関連会社）にも属する。
当社はケガや病気によって長期療養を余儀なくされ、就労不能状態となった時に保険金が支払われる所得補償保険（法人向け団体長期障害・個人向け長期就労不能）を主に取り扱う。

## 沿革
- 1994年（平成6年）
  - 6月 - アメリカ合衆国メーン州の中堅保険会社であるユナム・コーポレーションの100%出資による日本法人としてユナム・ジャパン傷害保険株式会社を設立。
  - 7月 - 損害保険事業免許や各種保険商品（「団体長期障害所得補償保険」等）の認可を受け事業開始。
- 1999年（平成11年）
  - 6月 - 設立母体である当時の親会社のユナム・コーポレーションが同業中堅のプロヴィディント・カンパニーズ（同国テネシー州）との合併に伴い、ユナム・プロヴィディント・コーポレーションとなる。
  - 7月 - 個人向け保険として「長期就業不能所得補償保険」を独自開発・発売。
- 2004年（平成16年）
  - 1月 - 発行済株式のすべてを日立キャピタル株式会社が取得し、日立キャピタルグループの一員となる[1]。
  - 4月1日 - 日立キャピタル損害保険株式会社に商号変更[2]。
  - 4月15日 - 損害保険ジャパン（初代法人）との資本業務提携に基づき、保有株式の一部（35%）を同社へ譲渡[3]。
- 2008年（平成20年）
  - 1月 - 親会社の日立キャピタルを引受先とする経営基盤強化を目的とした増資を実施。資本金が51億5,250万円、株主構成が日立キャピタル71.8%・損害保険ジャパン28.2%となる[4]。
  - 3月 - 親会社の日立キャピタルを引受先とする、事業拡大を目的とした増資を実施。資本金が62億円、株主構成が日立キャピタル79.4%・損害保険ジャパン20.6%となる[5]。
- 2010年（平成22年）10月 - 職業別としていた「長期就業不能所得補償保険」の料率を一本化した「リビングエール」を発売。
- 2017年（平成29年）3月 - 「がんのみ補償特約付就業継続支援保険」を開発・発売。
- 2018年（平成30年）7月 - 「がんのみ補償特約付就業継続支援保険」を企業向けに開発・発売。
- 2021年（令和3年）
  - 4月 - 日立キャピタルと三菱UFJリースの経営統合に伴い、親会社が三菱HCキャピタル株式会社となる。
  - 7月 - キャピタル損害保険株式会社に商号変更[6]。